# Washoe (scimpanzé)
Washoe (circa 1965- Ellensburg, 30 ottobre 2007) è stato un esemplare femmina di scimpanzé al centro di una serie di esperimenti di linguaggio animale, divenuto celebre per aver appreso l'utilizzo di alcune espressioni del linguaggio dei segni (in particolare dell'American Sign Language, ASL), divenendo così in grado di comunicare, ad un certo livello, con gli esseri umani.
Washoe visse gran parte della sua vita nella Università del Nevada, dove dal 1967 si svolsero gli esperimenti sul linguaggio che la resero celebre. Dal 1980 venne trasferita alla Central Washington University, dove rimase fino alla sua morte, annunciata il 30 ottobre 2007. Lasciò diversi discendenti, ad alcuni dei quali, come la figlia adottiva Loulis, trasmise la conoscenza di alcuni dei gesti che aveva imparato in vita.

## Il Progetto Washoe
Gli esperimenti su di lei iniziarono nel 1967, quando due studiosi della University of Nevada, Allen e Beatrice Gardner, iniziarono un programma di addestramento finalizzato all'apprendimento, da parte della scimmia, di alcuni segni dell'ASL. Tale programma venne definito "progetto Washoe", dalla Contea di Washoe (Nevada) dove era localizzata l'università. I due scienziati procedettero all'insegnamento tramite tecniche di condizionamento operante, incoraggiando in Washoe l'utilizzo di gesti -simili a quelli dell'ASL- per esprimere richieste (come cibo, acqua) ed anche concetti, ad un livello ovviamente piuttosto semplice. Ad esempio, fu insegnato alla scimmia che il gesto "MORE", ("più", "ancora") permetteva di ottenere una maggiore quantità di ciò che le veniva dato; stando all'opinione del primatologo e ricercatore Roger Fouts, una volta impadronitasi del gesto Washoe fu in grado di applicarlo in contesti diversi, per i quali non era stata preventivamente istruita. Processi simili vennero ripetuti più e più volte, tanto che, alla fine dell'esperimento, venne riportato come Washoe fosse in grado di utilizzare circa 250 segni diversi; questo risultato non è comunque universalmente accettato né ritenuto attendibile da tutti gli scienziati. In generale, perché potesse essere dato effettivamente conosciuto, da parte di Washoe, un determinato segno questo doveva essere effettuato di fronte a tre diversi osservatori, in situazioni diverse ed in assenza di condizionamento (doveva perciò essere utilizzato spontaneamente), e doveva essere utilizzato in maniera appropriata in un determinato contesto.

## Dubbi e critiche
I risultati conseguiti dal Progetto Washoe accesero un notevole dibattito in merito alla loro effettiva attendibilità e, ancor più, riguardo al loro significato. Laddove molti, tra cui la primatologa Jane Goodall, riconobbero all'esperimento notevoli meriti nel definire le abilità cognitive delle scimmie antropomorfe, vi fu un largo fronte di studiosi che misero in risalto come quello utilizzato da Washoe non potesse essere definito effettivamente un "linguaggio", obiettando che lo scimpanzé rispondesse piuttosto ad un pattern di stimoli con gesti appresi meccanicamente ma non effettivamente compresi. Ad ogni modo, dal Progetto Washoe presero le mosse innumerevoli studi che tentarono di replicarne, con alterne fortune, i risultati in altri esemplari di scimmie, in altri mammiferi, come i delfini, ed anche in uccelli quali i pappagalli.